# Celebrity Skin
Celebrity Skin – trzeci album studyjny grunge'wego zespołu Hole. Znalazł się na nim zupełnie nowy materiał. Płyta różni się zupełnie od swojej studyjnej poprzedniczki, Live Through This. Przy nagrywaniu tego albumu zespół wsparł Billy Corgan z zespołu The Smashing Pumpkins. Płyta nie odniosła sukcesu na miarę swojej studyjnej poprzedniczki. W Stanach Zjednoczonych doszła do 8. pozycji najlepiej sprzedających się płyt i w niedługim czasie uzyskała status platyny.

## Lista utworów
1. "Celebrity Skin" – 2:42
2. "Awful" – 3:16
3. "Hit So Hard" – 4:00
4. "Malibu" – 3:50
5. "Reasons to Be Beautiful" – 5:19
6. "Dying" – 3:44
7. "Use Once & Destroy" – 5:04
8. "Northern Star" – 4:58
9. "Boys on the Radio" – 5:09
10. "Heaven Tonight" – 3:31
11. "Playing Your Song" – 3:21
12. "Petals" – 5:29

## Miejsca na listach przebojów
| Rok  | Lista               | Pozycja |
| ---- | ------------------- | ------- |
| 1998 | The Billboard 200   | 8       |
| 1998 | Top Canadian Albums | 3       |
| 1998 | Top UK chart        | 11      |

## Twórcy
- Courtney Love – wokal, gitara
- Eric Erlandson – gitara
- Melissa Auf der Maur – gitara basowa
- Patty Schemel – perkusja
- Billy Corgan – gitara basowa na "Hit So Hard"

## Single
| Rok  | Single           | Lista                  | Pozycja |
| ---- | ---------------- | ---------------------- | ------- |
| 1998 | "Celebrity Skin" | Mainstream Rock Tracks | 4       |
| 1998 | "Celebrity Skin" | Modern Rock Tracks     | 1       |
| 1998 | "Celebrity Skin" | The Billboard Hot 100  | 85      |
| 1999 | "Awful"          | Modern Rock Tracks     | 13      |
| 1998 | "Malibu"         | Modern Rock Tracks     | 3       |
| 1999 | "Malibu"         | Mainstream Rock Tracks | 18      |
| 1999 | "Malibu"         | The Billboard Hot 100  | 81      |